# Gatha
Een gatha (Khatha) is een metrisch en vaak ritmisch, dichtend vers in de oud-Indische talen Prakrit en Sanskriet. Het woord gatha is oorspronkelijk afgeleid van het woord gai uit het Sanskriet/Prakrit, wat spreken, zingen, opzeggen of ophemelen betekent.
Het woord gatha kan dus verschillende betekenissen hebben: spraak, vers of een lied.
De meeste Jaïnistische en Boeddhistische teksten die in het Prakrit geschreven zijn, bestaan uit gatha’s (of verzen/coupletten).
In de populaire spiritualiteit worden gatha’s gebruikt om de aandacht voor het huidige moment, mindfulness, te vergroten.